# O̤
Cette page contient des caractères spéciaux ou non latins. S’ils s’affichent mal (▯, ?, etc.), consultez la page d’aide Unicode.
Ne doit pas être confondu avec la lettre grecque Ο̤.
O̤, ou O tréma souscrit, est un graphème et une lettre additionnelle de l’alphabet latin utilisée dans l’écriture du kayah, du mindong et du puxian. Elle est composée d’un O et d’un tréma souscrit.

## Représentations informatiques
Le O tréma souscrit peut être représenté avec les caractères Unicode suivants (latin de base, diacritiques), :
| formes    | représentations | chaînes de caractères | points de code | descriptions                                         |
| --------- | --------------- | --------------------- | -------------- | ---------------------------------------------------- |
| capitale  | O̤               | O◌̤                    | U+004F U+0324  | lettre majuscule latine o diacritique tréma souscrit |
| minuscule | o̤               | o◌̤                    | U+006F U+0324  | lettre minuscule latine o diacritique tréma souscrit |